# Rusko (artist)

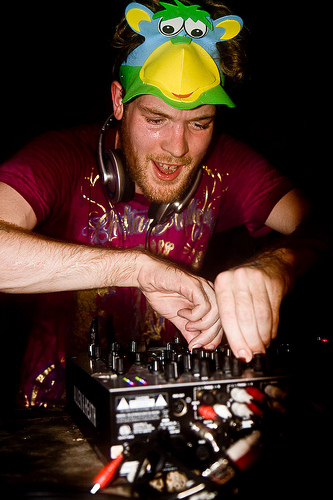
Rusko

Christopher Mercer, mer känd som Rusko (född 26 januari 1985 i Leeds, West Yorkshire, England) är en brittisk producent och DJ inom genren dubstep. Rusko har en examen i musikproduktion från Leeds College of Music, som flyttade till London för att arbeta med skivbolaget Sub Soldiers och Stingray Records. Hans debut som producent skedde 2006 på Dub Police med låten SNES Dub. och hade senare en hit med Cockney Thug.